# José Manuel Cortés Medina
José Manuel Cortés Medina (Lepe, Huelva; 10 de junio de 1983) es un atleta español. Ha sido campeón en el Campeonato Iberoamericano de Atletismo en 2004, campeón del mundo de atletismo Máster en 2018 y campeón de España Máster en 2018 y 2020.

## Biografía
En 2004 se proclamó campeón en la prueba de 800 metros del XI Campeonato Iberoamericano de Huelva con una marca de 1:43:51.
En 2007 ganó el Campeonato de España Universitario celebrado en San Javier (Murcia).
En 2016 participó en el Campeonato de España de Atletismo, en el que quedó 7º en la semifinal 3. El mismo año ganó el Campeonato Absoluto de Andalucía, título que revalidó en 2017.
En 2018 se alzó como campeón del mundo M35 en el Campeonato del Mundo de Atletismo Máster en la prueba de los 1.500 metros.
En 2020 consiguió doble medalla de oro al quedar como primer clasificado en el LV Campeonato de España Máster de Atletismo en las pruebas de 800 m y 1500 m.

## Palmarés nacional
Campeonatos de España 
- Campeón de España Máster de 800 m (2020)
- Campeón de España Máster de 1500 m (2020)

## Competiciones internacionales
- Campeón Iberoamericano de Atletismo de 800 m (2004)
- Campeón del Mundo Máster de 1500 m (2018)